# Asta descendente

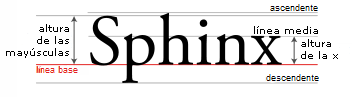
Las astas descendentes son la parte de los caracteres que se encuentran por debajo de la línea base.

En tipografía, un asta descendente es la porción de una letra latina que se extiende por debajo de la línea base de un tipo de palabra
Por ejemplo en la letra y, el asta descendente sería el "rabito" o porción de la línea diagonal que se encuentra por debajo de la v creada por las dos líneas convergentes.

Algunas tipografías utilizan astas para los numerales.

En la mayoría de los tipos de letra, las Astas descendentes están reservadas para los caracteres en minúscula como g, p, o y. Algunos tipos de letra, sin embargo, también utilizan astas descendentes para algunos numerales (frecuentemente 3, 4, 5, 7, y 9). Estos numerales son llamados cifras elzevirianas. Algunas letras cursivas, como el tipo Computer Modern, muestra el numeral 4 con un asta descendente, pero no al resto de numerales. Algunos tipos de letra también usan astas descendentes para los rabitos de ciertas letras mayúsculas como la J o la letra Q.